# Frasin
Frasin is een stad (oraș) in het Roemeense district Suceava. De stad telt 6532 inwoners (2002).